# Edison Azcona
Edison Alexander Azcona Vélez (La Romana, 21 novembre 2003) è un calciatore dominicano, centrocampista dei Las Vegas Lights e della nazionale dominicana.

## Carriera

### Club

#### Fort Lauderdale FC
Azcona ha fatto il suo debutto con il club il 18 luglio 2020 nella sconfitta per 2-0 contro il Greenville Triumph. Nel novembre 2020, Azcona è stato incluso nell'All-USL League One Second Team ed è stato candidato per il premio di miglior giovane della USL League One, vinto poi da Chris Brady. Durante la sua prima stagione con il club ha segnato tre gol, il secondo dei quali, realizzato contro l'Orlando City B, è risultato essere il secondo più votato per il premio dedicato al gol dell'anno scelto dai fan dell'USL League One.

#### Inter Miami
Il 26 gennaio 2021 l'Inter Miami ha annunciato la firma di Azcona come homegrown. Il 2 maggio 2021 Azcona ha fatto il suo debutto nella MLS contro il Nashville, divenendo il primo giocatore homegrown dell'Inter Miami a giocare un incontro della MLS.

#### Prestito all'El Paso Locomotive
Nel luglio 2022, il giocatore è stato ceduto in prestito all'El Paso Locomotive, club militante nella USL Championship, per tutto il resto della stagione 2022.
Dopo appena cinque apparizioni ufficiali, tornerà all'Inter Miami il 14 settembre 2022.

#### Prestito ai Las Vegas Lights
Il 19 febbraio 2024 passò in prestito ai Las Vegas Lights, militanti nella USL Championship, con un contratto valevole fino al giugno seguente e con opzione di acquisto del calciatore da parte della squadra del Nevada.

### Nazionale
Il 28 ottobre 2020 Azcona è stato convocato dalla nazionale dominicana. Ha fatto il suo debutto internazionale il 19 gennaio 2021, in una partita amichevole persa per 0-1 in casa contro Porto Rico. Il 25 gennaio 2021, Azcona disputa il suo primo incontro da titolare, nell'amichevole terminata 0-0 in casa contro la Serbia.
Nel marzo 2021 Azcona è stato incluso nella rosa dei convocati della Repubblica Dominicana che avrebbe dovuto disputare il campionato di qualificazione olimpica della CONCACAF del 2020. Ha segnato l'unico gol del torneo per la sua nazionale, che verrà eliminata nella fase a gironi.
Il 9 maggio 2023 è stato annunciato che avrebbe fatto parte della spedizione dominicana al Mondiale Under-20. Nella prima partita del girone, la sconfitta per 2-1 contro la Nigeria, ha realizzato il rigore del momentaneo 0-1, diventando il primo calciatore dominicano a segnare un gol in una partita valevole per il campionato del mondo, sia a livello di nazionali giovanili che di nazionale maggiore. Questa rete è rimasta l'unica per la sua selezione nella manifestazione.
Il 12 giugno 2024 viene selezionato tra i preconvocati della nazionale olimpica in vista dei successivi Giochi olimpici di Parigi 2024. Il 28 giugno seguente viene scelto tra i 23 che prenderanno effettivamente parte alla spedizione.

## Statistiche
Statistiche aggiornate al 23 novembre 2024.

### Presenze e reti nei club
| Stagione              | Squadra               | Campionato            | Campionato | Campionato | Coppe nazionali | Coppe nazionali | Coppe nazionali | Coppe continentali | Coppe continentali | Coppe continentali | Altre coppe | Altre coppe | Altre coppe | Totale | Totale |
| Stagione              | Squadra               | Comp                  | Pres       | Reti       | Comp            | Pres            | Reti            | Comp               | Pres               | Reti               | Comp        | Pres        | Reti        | Pres   | Reti   |
| --------------------- | --------------------- | --------------------- | ---------- | ---------- | --------------- | --------------- | --------------- | ------------------ | ------------------ | ------------------ | ----------- | ----------- | ----------- | ------ | ------ |
| 2020                  | Fort Lauderdale CF    | ULO                   | 16         | 3          | -               | -               | -               | -                  | -                  | -                  | -           | -           | -           | 16     | 3      |
| 2021                  | Fort Lauderdale CF    | ULO                   | 12         | 3          | -               | -               | -               | -                  | -                  | -                  | -           | -           | -           | 12     | 3      |
| 2021                  | Inter Miami           | MLS                   | 4          | 0          | -               | -               | -               | -                  | -                  | -                  | -           | -           | -           | 4      | 0      |
| gen.-lug. 2022        | Inter Miami           | MLS                   | 1          | 0          | -               | -               | -               | -                  | -                  | -                  | -           | -           | -           | 1      | 0      |
| lug.-set. 2022        | El Paso Locomotive    | UC                    | 5          | 0          | -               | -               | -               | -                  | -                  | -                  | -           | -           | -           | 5      | 0      |
| set.-dic. 2022        | Inter Miami II        | MNP                   | 1          | 0          | -               | -               | -               | -                  | -                  | -                  | -           | -           | -           | 1      | 0      |
| 2023                  | Inter Miami II        | MNP                   | 5          | 1          | -               | -               | -               | -                  | -                  | -                  | -           | -           | -           | 5      | 1      |
| Totale Inter Miami II | Totale Inter Miami II | Totale Inter Miami II | 34         | 7          |                 | -               | -               |                    | -                  | -                  |             | -           | -           | 34     | 7      |
| 2023                  | Inter Miami           | MLS                   | 5          | 0          | CU              | 1               | 0               | -                  | -                  | -                  | LC          | 0           | 0           | 6      | 0      |
| Totale Inter Miami    | Totale Inter Miami    | Totale Inter Miami    | 10         | 0          |                 | 1               | 0               |                    | -                  | -                  |             | 0           | 0           | 11     | 0      |
| 2024                  | Las Vegas Lights      | UC                    | 16         | 0          | CU              | 2               | 0               | -                  | -                  | -                  | -           | -           | -           | 18     | 0      |
| Totale Carriera       | Totale Carriera       | Totale Carriera       | 64         | 7          |                 | 3               | 0               |                    | -                  | -                  |             | 0           | 0           | 67     | 7      |

### Cronologia presenze e reti in nazionale
| Cronologia completa delle presenze e delle reti in nazionale ― Rep. Dominicana | Cronologia completa delle presenze e delle reti in nazionale ― Rep. Dominicana | Cronologia completa delle presenze e delle reti in nazionale ― Rep. Dominicana | Cronologia completa delle presenze e delle reti in nazionale ― Rep. Dominicana | Cronologia completa delle presenze e delle reti in nazionale ― Rep. Dominicana | Cronologia completa delle presenze e delle reti in nazionale ― Rep. Dominicana | Cronologia completa delle presenze e delle reti in nazionale ― Rep. Dominicana | Cronologia completa delle presenze e delle reti in nazionale ― Rep. Dominicana |
| Data                                                                           | Città                                                                          | In casa                                                                        | Risultato                                                                      | Ospiti                                                                         | Competizione                                                                   | Reti                                                                           | Note                                                                           |
| ------------------------------------------------------------------------------ | ------------------------------------------------------------------------------ | ------------------------------------------------------------------------------ | ------------------------------------------------------------------------------ | ------------------------------------------------------------------------------ | ------------------------------------------------------------------------------ | ------------------------------------------------------------------------------ | ------------------------------------------------------------------------------ |
| 19-1-2021                                                                      | Santo Domingo                                                                  | Rep. Dominicana                                                                | 0 – 1                                                                          | Porto Rico                                                                     | Amichevole                                                                     | -                                                                              | 17’                                                                            |
| 25-1-2021                                                                      | Santo Domingo                                                                  | Rep. Dominicana                                                                | 0 – 0                                                                          | Serbia                                                                         | Amichevole                                                                     | -                                                                              | 78’                                                                            |
| 16-11-2022                                                                     | Santiago de los Caballeros                                                     | Rep. Dominicana                                                                | 2 – 4                                                                          | Cuba                                                                           | Amichevole                                                                     | -                                                                              | 77’                                                                            |
| 16-6-2023                                                                      | Viña del Mar                                                                   | Cile                                                                           | 5 – 0                                                                          | Rep. Dominicana                                                                | Amichevole                                                                     | -                                                                              |                                                                                |
| 8-9-2023                                                                       | Santo Domingo                                                                  | Rep. Dominicana                                                                | 0 – 2                                                                          | Nicaragua                                                                      | CONCACAF Nations League 2023-2024 - 1º turno                                   | -                                                                              | 64’ 68’                                                                        |
| 11-9-2023                                                                      | Santo Domingo                                                                  | Rep. Dominicana                                                                | 3 – 0                                                                          | Montserrat                                                                     | CONCACAF Nations League 2023-2024 - 1º turno                                   | -                                                                              | 61’                                                                            |
| 13-10-2023                                                                     | Waterford                                                                      | Barbados                                                                       | 0 – 5                                                                          | Rep. Dominicana                                                                | CONCACAF Nations League 2023-2024 - 1º turno                                   | -                                                                              | 46’                                                                            |
| 6-6-2024                                                                       | Kingston                                                                       | Giamaica                                                                       | 1 – 0                                                                          | Rep. Dominicana                                                                | Qual. Mondiali 2026                                                            | -                                                                              | 46’                                                                            |
| 12-6-2024                                                                      | Santo Domingo                                                                  | Rep. Dominicana                                                                | 4 – 0                                                                          | Isole Vergini Britanniche                                                      | Qual. Mondiali 2026                                                            | -                                                                              | 84’                                                                            |
| 11-10-2024                                                                     | Devonshire                                                                     | Antigua e Barbuda                                                              | 0 – 5                                                                          | Rep. Dominicana                                                                | CONCACAF Nations League 2024-2025 - 1º turno                                   | -                                                                              | 82’                                                                            |
| 14-10-2024                                                                     | Devonshire                                                                     | Rep. Dominicana                                                                | 5 – 0                                                                          | Antigua e Barbuda                                                              | CONCACAF Nations League 2024-2025 - 1º turno                                   | -                                                                              |                                                                                |
| 15-11-2024                                                                     | Santiago de los Caballeros                                                     | Dominica                                                                       | 1 – 6                                                                          | Rep. Dominicana                                                                | CONCACAF Nations League 2024-2025 - 1º turno                                   | -                                                                              | 57’                                                                            |
| 18-11-2024                                                                     | Santiago de los Caballeros                                                     | Rep. Dominicana                                                                | 6 – 1                                                                          | Bermuda                                                                        | CONCACAF Nations League 2024-2025 - 1º turno                                   | -                                                                              | 68’                                                                            |
| 14-6-2025                                                                      | Inglewood                                                                      | Messico                                                                        | 3 – 2                                                                          | Rep. Dominicana                                                                | Gold Cup 2025 - 1º turno                                                       | 1                                                                              |                                                                                |
| Totale                                                                         |                                                                                | Presenze                                                                       | 14                                                                             |                                                                                | Reti                                                                           | 1                                                                              |                                                                                |

| Cronologia completa delle presenze e delle reti in nazionale ― Rep. Dominicana olimpica | Cronologia completa delle presenze e delle reti in nazionale ― Rep. Dominicana olimpica | Cronologia completa delle presenze e delle reti in nazionale ― Rep. Dominicana olimpica | Cronologia completa delle presenze e delle reti in nazionale ― Rep. Dominicana olimpica | Cronologia completa delle presenze e delle reti in nazionale ― Rep. Dominicana olimpica | Cronologia completa delle presenze e delle reti in nazionale ― Rep. Dominicana olimpica | Cronologia completa delle presenze e delle reti in nazionale ― Rep. Dominicana olimpica | Cronologia completa delle presenze e delle reti in nazionale ― Rep. Dominicana olimpica |
| Data                                                                                    | Città                                                                                   | In casa                                                                                 | Risultato                                                                               | Ospiti                                                                                  | Competizione                                                                            | Reti                                                                                    | Note                                                                                    |
| --------------------------------------------------------------------------------------- | --------------------------------------------------------------------------------------- | --------------------------------------------------------------------------------------- | --------------------------------------------------------------------------------------- | --------------------------------------------------------------------------------------- | --------------------------------------------------------------------------------------- | --------------------------------------------------------------------------------------- | --------------------------------------------------------------------------------------- |
| 24-7-2024                                                                               | Nantes                                                                                  | Egitto olimpica                                                                         | 0 – 0                                                                                   | Rep. Dominicana olimpica                                                                | Olimpiadi 2024                                                                          | -                                                                                       | 77’                                                                                     |
| 27-7-2024                                                                               | Bordeaux                                                                                | Rep. Dominicana olimpica                                                                | 1 – 3                                                                                   | Spagna olimpica                                                                         | Olimpiadi 2024                                                                          | -                                                                                       | 45’                                                                                     |
| Totale                                                                                  |                                                                                         | Presenze                                                                                | 2                                                                                       |                                                                                         | Reti                                                                                    | 0                                                                                       |                                                                                         |

| Cronologia completa delle presenze e delle reti in nazionale ― Rep. Dominicana under 20 | Cronologia completa delle presenze e delle reti in nazionale ― Rep. Dominicana under 20 | Cronologia completa delle presenze e delle reti in nazionale ― Rep. Dominicana under 20 | Cronologia completa delle presenze e delle reti in nazionale ― Rep. Dominicana under 20 | Cronologia completa delle presenze e delle reti in nazionale ― Rep. Dominicana under 20 | Cronologia completa delle presenze e delle reti in nazionale ― Rep. Dominicana under 20 | Cronologia completa delle presenze e delle reti in nazionale ― Rep. Dominicana under 20 | Cronologia completa delle presenze e delle reti in nazionale ― Rep. Dominicana under 20 |
| Data                                                                                    | Città                                                                                   | In casa                                                                                 | Risultato                                                                               | Ospiti                                                                                  | Competizione                                                                            | Reti                                                                                    | Note                                                                                    |
| --------------------------------------------------------------------------------------- | --------------------------------------------------------------------------------------- | --------------------------------------------------------------------------------------- | --------------------------------------------------------------------------------------- | --------------------------------------------------------------------------------------- | --------------------------------------------------------------------------------------- | --------------------------------------------------------------------------------------- | --------------------------------------------------------------------------------------- |
| 6-11-2021                                                                               | Santo Domingo                                                                           | Rep. Dominicana under 20                                                                | 6 – 0                                                                                   | Anguilla under 20                                                                       | Qual. Nordamericano U-20                                                                | 1                                                                                       | Cap. 81’                                                                                |
| 8-11-2021                                                                               | Santo Domingo                                                                           | Rep. Dominicana under 20                                                                | 2 – 0                                                                                   | Saint-Martin under 20                                                                   | Qual. Nordamericano U-20                                                                | -                                                                                       | Cap.                                                                                    |
| 14-11-2021                                                                              | Santo Domingo                                                                           | Rep. Dominicana under 20                                                                | 2 – 2                                                                                   | Saint Lucia under 20                                                                    | Qual. Nordamericano U-20                                                                | 1                                                                                       | Cap.                                                                                    |
| 27-6-2022                                                                               | Tegucigalpa                                                                             | El Salvador under 20                                                                    | 4 – 5                                                                                   | Rep. Dominicana under 20                                                                | Campionato nordamericano Under-20 2022 - Ottavi di finale                               | 1                                                                                       | Cap.                                                                                    |
| 30-6-2022                                                                               | San Pedro Sula                                                                          | Rep. Dominicana under 20                                                                | 1 – 0                                                                                   | Giamaica under 20                                                                       | Campionato nordamericano Under-20 2022 - Quarti di finale                               | -                                                                                       | Cap.                                                                                    |
| 2-7-2022                                                                                | San Pedro Sula                                                                          | Rep. Dominicana under 20                                                                | 2 – 2 dts (4-2 dtr)                                                                     | Guatemala under 20                                                                      | Campionato nordamericano Under-20 2022 - Semifinale                                     | 1                                                                                       | Cap.                                                                                    |
| 24-9-2022                                                                               | Santiago de los Caballeros                                                              | Rep. Dominicana under 20                                                                | 0 – 1                                                                                   | Colombia under 20                                                                       | Amichevole                                                                              | -                                                                                       | Cap.                                                                                    |
| 27-9-2022                                                                               | Santo Domingo                                                                           | Rep. Dominicana under 20                                                                | 0 – 4                                                                                   | Colombia under 20                                                                       | Amichevole                                                                              | -                                                                                       | Cap.                                                                                    |
| 22-4-2023                                                                               | Sanlúcar de Barrameda                                                                   | Rep. Dominicana under 20                                                                | 2 – 3                                                                                   | Iraq under 20                                                                           | Amichevole                                                                              | -                                                                                       | Cap. 57’                                                                                |
| 14-5-2023                                                                               | Buenos Aires                                                                            | Ecuador under 20                                                                        | 3 – 0                                                                                   | Rep. Dominicana under 20                                                                | Amichevole                                                                              | -                                                                                       | Cap.                                                                                    |
| 21-5-2023                                                                               | Mendoza                                                                                 | Nigeria under 20                                                                        | 2 – 1                                                                                   | Rep. Dominicana under 20                                                                | Mondiali Under-20 2023 - 1º turno                                                       | 1                                                                                       | Cap.                                                                                    |
| 24-5-2023                                                                               | Mendoza                                                                                 | Brasile under 20                                                                        | 6 – 0                                                                                   | Rep. Dominicana under 20                                                                | Mondiali Under-20 2023 - 1º turno                                                       | -                                                                                       | Cap.                                                                                    |
| Totale                                                                                  |                                                                                         | Presenze                                                                                | 12                                                                                      |                                                                                         | Reti                                                                                    | 5                                                                                       |                                                                                         |

## Palmarès

### Individuale
- Best XI del Campionato nordamericano di calcio Under-20: 1

2022